# アプリリアーノ
アプリリアーノ（イタリア語: Aprigliano）は、イタリア共和国カラブリア州コゼンツァ県にある、人口約2,800人の基礎自治体（コムーネ）。

## 地理

### 位置・広がり

#### 隣接コムーネ
隣接するコムーネは以下の通り。括弧内のKRはクロトーネ県、CZはカタンザーロ県所属を示す。
- カザーリ・デル・マンコ
- チェッララ
- コトロネーイ (KR)
- コゼンツァ
- フィリーネ・ヴェリアトゥーロ
- パレンティ
- ピアーネ・クラーティ
- ピエトラフィッタ
- ロリアーノ
- サン・ジョヴァンニ・イン・フィオーレ
- サント・ステーファノ・ディ・ロリアーノ
- タヴェルナ (CZ)

## 行政

### 分離集落
アプリリアーノには、以下の分離集落（フラツィオーネ）がある。
- Agosto, Corte, Grupa, Guarno, Petrone, San Nicola, Santo Stefano, Vico